# Javier Fragoso
Javier Fragoso Rodríguez (* 19. April 1942; † 28. Dezember 2014 in Cuernavaca), auch bekannt unter dem Spitznamen El Chalo, war ein mexikanischer Fußballspieler, der im Angriff agierte.

## Biografie

### Verein
Fragoso begann seine Profikarriere 1962 in Diensten des Club América, mit dem er zweimal in Folge (1964 und 1965) die Copa México und 1966 die mexikanische Meisterschaft gewann. 1970 wechselte er zum CD Zacatepec, bei dem er – nach einer Zwischenstation in Puebla (1972/73) – seine aktive Laufbahn in der Saison 1973/74 beendete.

### Nationalmannschaft
El Chalo Fragoso wirkte unter anderem beim olympischen Fußballturnier 1964 in Tokio mit.
Sein Debüt in der A-Nationalmannschaft gab Fragoso in einem Spiel gegen Niederländisch-Antillen am 1. April 1965, das ihm einen „Einstand nach Maß“ bescherte. Er wurde zu Beginn der zweiten Halbzeit, als Mexiko mit 2:0 in Front lag, für seinen Stürmerkollegen Javier Valdivia eingewechselt und erzielte zwischen der 57. und 85. Minute einen lupenreinen Hattrick zum 5:0-Endstand von „el Tri“.
Fragoso gehörte bei den Weltmeisterschaften 1966 und 1970 zum Aufgebot der Mexikaner, wobei er bei der WM 1966 das erste Vorrundenspiel gegen Frankreich und bei der im eigenen Land ausgetragenen WM 1970 alle vier Spiele bestritt. Das Viertelfinalspiel gegen Italien (1:4) am 14. Juni 1970 war zugleich sein letztes von insgesamt 46 Länderspielen, in denen Fragoso zum Einsatz kam. Sein einziges Tor bei einer WM, das 3:0 im zweiten Vorrundenspiel der WM 1970 gegen El Salvador (Endstand 4:0), war zugleich sein letztes Länderspieltor.

## Erfolge
- Mexikanischer Meister: 1966
- Copa México: 1964, 1965